# Parornix extrema
Parornix extrema är en fjärilsart som beskrevs av Kuznetzov och Baryschnikova 2003. Parornix extrema ingår i släktet Parornix och familjen styltmalar. Inga underarter finns listade i Catalogue of Life.